# 董荣
董荣（？—357年），字龙，小名龙，又名董龙，是南北朝时期前秦的大臣，后被苻坚诛杀。
晋穆帝永和十一年（355年），苻生任命著作郎董荣为尚书。同年冬，改任其为右仆射。同年十二月，因为赵韶、董荣败坏朝政，前秦丞相雷弱儿性格刚烈耿直，并在朝廷上公开批评。赵韶、董荣两人便向苻生进谗诬陷。雷弱儿及其九个儿子、二十七个孙子被杀；各羌族部落因此对前秦产生了离心。
永和十二年（366年），司空王堕与董荣、强国关系糟糕，有人建议王堕多和董荣接触；王堕则称“董龙是何鸡狗，而令国士与之言乎！”当时恰逢天象变故，董荣、强国称天谴，建议以显贵大臣接受惩罚，并建议王堕。临刑前，董荣对王堕说：“今天你还敢把我比作鸡狗么？”王堕怒目痛斥。升平元年（357年），东海王苻坚率众谋反并杀死苻生，自立为大秦天王，改元永兴。诛杀中书监董荣、左仆射赵韶等二十余人。
唐朝诗人李白在《答王十二寒夜独酌有怀》中写出“孔圣犹闻伤凤麟，董龙更是何鸡狗！”意指唐玄宗身边的佞臣。